# Floris Stempel
Floris Stempel (Ámsterdam, 18 de enero de 1877-Canal de la Mancha, 23 de enero de 1910) fue el primer presidente en la historia del club de fútbol del Ajax de Ámsterdam.  

## Carrera
En 1877 creó la primera versión del Ajax como un club de fútbol, junto con algunos amigos.  
El 18 de marzo de 1900 se registró oficialmente el club con el nombre de Amsterdamsche Football Club Ajax. El primer partido amistoso se organizó el 20 de marzo de 1900 bajo su guía contra el Ámsterdam Fútbol Club, que acabó en derrota para el Ajax. El primer partido oficial para el Ajax tuvo lugar el 29 de septiembre de 1900 contra el COA. El Ajax ganó el partido 2-1. En 1902 Floris Stempel fue responsable de la admisión de la AFC Ajax en la Real Asociación Neerlandesa de Fútbol. 
Stempel fue el presidente del club hasta 1908, y fue relevado de sus funciones por su amigo y cofundador Chris C. Holst.
En algún momento entre el 23 de enero y el 16 de marzo de 1910, Floris Stempel murió. Estaba a bordo del SS Prins Willem II del Royal West servicio de correo de la India (KWIM) en su camino a Paramaribo (Surinam), pero después de que el buque pasó Ouessant el 23 de enero de 1910, no había más comunicación con el buque y sus 54 pasajeros. Los restos de la nave finalmente llegaron a la orilla de la costa oeste de Francia el 16 de marzo de 1910, que confirmó la hipótesis de que la nave junto con su tripulación entera, el reparto y la carga había perecido en el mar.